# Kustpärlans mysterier
Kustpärlans mysterier (engelska: Whitstable Pearl) är en brittisk kriminal- och dramaserie för TV från 2021 som hade premiär den 24 maj 2021. Andra säsongen hade premiär i Storbritannien i november 2022, och visades på SVT play med start den 3 juli 2023. Serien är baserad på Julie Wassmers romaner.

## Handling
Serien kretsar kring den ensamstående mamman Pearl Nolan som delar sin tid mellan att arbeta på sin fiskrestaurang, Whitstable Pearl, och lösa brott i den pittoreska, brittiska kuststaden Whitstable.

## Rollista (i urval)
- Kerry Godliman - Pearl Nolan
- Howard Charles - Mike McGuire
- Frances Barber - Dolly Nolan
- Isobelle Molloy - Ruby Williams

- Rohan Nedd - Charlie Nolan
- Sophia Del Pizzo - Nikki Martel